# Pere Ribera
Pere Ribera i Ferran (Ulldecona, 18 de abril del 1915 - Barcelona, 16 de diciembre del 2009) fue un prestigioso pedagogo catalán.
Formado en la Universidad de Barcelona, donde se licenció en Filosofía (Historia) y Derecho. Destacó sobre todo por su dedicación a la enseñanza y a las aportaciones pedagógicas encaminadas a una formación plurilingüística, con el uso formativo de las nuevas tecnologías y con orientación heurística de los aprendizajes.
El 1939 empezó a trabajar en el Liceo Francés de Barcelona, que dejó en 1968 cuando fundó la Aula Escola Europea de Barcelona, en la que estudiaron personas como Artur Mas y que dirigió hasta 1996. Entre sus colaboradores había Amàlia Tineo y Jordi Sarsanedas, y recibió apoyo económico de Antoni Puigvert i Romaguera y del empresario José Manuel Lara Hernández.

## Galardones
En 1992 recibió la Cruz de Sant Jordi de la Generalidad de Cataluña. Su figura ha sido una de las más importantes en el mundo educativo e intelectual catalán.
En 2006 fue galardonado con el grado de oficial de la Ordre des Palmes académiques que otorga el gobierno francés.